# Opaskwayak Cree Nation 21A
Opaskwayak Cree Nation 21A (engelska: Opaskwayak) är ett reservat i Kanada.   Det ligger i provinsen Manitoba, i den centrala delen av landet, 2 000 km väster om huvudstaden Ottawa. Opaskwayak Cree Nation 21A ligger vid sjön Cemetery Lake.
I omgivningarna runt Opaskwayak Cree Nation 21A växer i huvudsak blandskog. Trakten runt Opaskwayak Cree Nation 21A är nära nog obefolkad, med mindre än två invånare per kvadratkilometer.